# Prosonomasie
Prosonomasie (van het Griekse pros, "dichtbij", en onoma, "naam") is een stijlfiguur waarbij toespeling wordt gemaakt op de overeenkomst in sonoriteit tussen verschillende woorden binnen dezelfde zin of een aantal zinnen.
Prosonomasie vormt de basis voor parallellismen. Anders dan bij isocolonnen en paronomasie speelt bij prosonomasie het lexicaal verband tussen de betreffende woorden geen rol van betekenis. De gelijkluidende woorden behoren bijvoorbeeld niet tot hetzelfde zinsdeel. In plaats daarvan gaat het uitsluitend om de overeenkomst tussen fonemen, ofwel de homofonie. 
Een voorbeeld van prosonomasie is de Latijnse zin Is vere consul est qui reipublicoe saluti consulit.
Woordspelingen zijn onder andere gebaseerd op prosonomasie. 